# Telecom Italia Media
Telecom Italia Media S.p.A., spesso abbreviata in TI Media, è stata una società commerciale italiana controllata da Telecom Italia. La società era quotata alla Borsa Italiana. Dal 1º ottobre 2015 è stata fusa per incorporazione in Telecom Italia.

## Storia
Telecom Italia Media S.p.A. nasce nel novembre del 2002 dalla storica Seat Pagine Gialle del gruppo Telecom Italia, dopo che quest'ultima ha scisso le attività di Annuari (raccolta di pubblicità e pubblicazione di prodotti cartacei ed on-line), di Informazioni elenco abbonati (erogazione di servizi informativi per via telefonica e attività di call center) e di Informazioni Aziendali ed Economiche (fornitura alle aziende di servizi di marketing e gestione base di dati) affidandole alla nuova Seat, che sarà in seguito ceduta a fondi di private equity.
Così la nuova Telecom Italia Media rimane con le attività televisive (LA7 e MTV), Internet (Tin.it) e con il Gruppo Buffetti.
Nel 2004, dopo la cessione delle attività Internet a Telecom Italia, del Gruppo Buffetti a Dylog Italia S.p.A. e Palladio Finanziaria (oggi Palladio Holding / PFH), TI Media concentra le sue attività nella produzione televisiva, nell'informazione giornalistica e nello sviluppo della televisione digitale terrestre, in particolare le attività si suddividono in canali con trasmissione via etere, canali con trasmissione via digitale terrestre, canali con trasmissione via satellite, canali con trasmissione via mobile e servizi di trasmissione via web.
Il 4 marzo 2013, dopo un lungo periodo di trattativa, TI Media cede LA7 e LA7d a Cairo Communication esclusa MTV Italia che resta sempre di proprietà di TI Media.
Il 4 luglio 2013 Telecom Italia Media cede anche le sue quote all'interno della società MTV Italia S.r.l. (51%) a Viacom (già in possesso del 49% delle quote).
Il 19 febbraio 2015 Telecom Italia Media annuncia la fusione per incorporazione in Telecom Italia S.p.A. a far data dal 1º ottobre 2015.

## Società controllate
Telecom Italia Media controllava le seguenti società:
- Persidera S.p.A. (70%)
- Beigua S.r.l. (51%), tramite Persidera S.p.A.
- TIMB 2 S.r.l. (1%)

## Azionariato
Prima della fusione in Telecom Italia la compagine azionaria di Telecom Italia Media era costituita da:
- Telecom Italia S.p.A. (75,46%)
- Telecom Italia Finance S.A. (2,25%)
- Mercato (22,29%)[1]

## Canali televisivi e servizi editi fino al 2013

### Canali televisivi
Nel 2013 Telecom Italia Media ha ceduto LA7 e LA7d alla società Cairo Communication di Urbano Cairo e le restanti reti a Viacom International Media Networks attraverso la vendita delle quote di MTV Italia che li produceva.
Canali precedenti
| Logo | Nome           | Inizio trasmissioni | Fine trasmissioni                  | Numerazione LCN    |
| Logo | Nome           | Inizio trasmissioni | Fine trasmissioni                  | Digitale terrestre |
| ---- | -------------- | ------------------- | ---------------------------------- | ------------------ |
|      | Telemontecarlo | 5 agosto 1974       | 24 giugno 2001 (sostituito da LA7) | 7                  |
|      | TMC 2          | 1º giugno 1996      | 1º maggio 2001 (sostituito da MTV) | 8                  |

In chiaro (tramite la controllata MTV Italia S.r.l)
| Logo | Nome      | Inizio trasmissioni | Numerazione LCN    | Numerazione LCN | Numerazione LCN | Streaming |
| Logo | Nome      | Inizio trasmissioni | Digitale terrestre | Tivùsat         | Sky             | Streaming |
| ---- | --------- | ------------------- | ------------------ | --------------- | --------------- | --------- |
|      | MTV       | 1º settembre 1997   | 8                  | 8               | 8               | Si        |
|      | MTV Music | 17 maggio 2010      | 67                 | 67              | 67              | Si        |

In chiaro
| Logo | Nome | Inizio trasmissioni | Numerazione LCN    | Numerazione LCN | Numerazione LCN | Streaming |
| Logo | Nome | Inizio trasmissioni | Digitale terrestre | Tivùsat         | Sky             | Streaming |
| ---- | ---- | ------------------- | ------------------ | --------------- | --------------- | --------- |
|      | LA7  | 24 giugno 2001      | 7                  | 7               | 7               | Si        |
|      | LA7d | 22 marzo 2010       | 29                 | 29              | 29              | Si        |

A pagamento (tramite la controllata MTV Italia S.r.l)
| Logo              | Nome           | Inizio trasmissioni | Numerazione LCN    | Numerazione LCN | Numerazione LCN | Streaming |
| Logo              | Nome           | Inizio trasmissioni | Digitale terrestre | Tivùsat         | Sky             | Streaming |
| ----------------- | -------------- | ------------------- | ------------------ | --------------- | --------------- | --------- |
|                   | MTV Hits       | 28 agosto 2003      | Non disponibile    | Non disponibile | 704             | Si        |
|                   | MTV Classic    | 1º ottobre 2007     | Non disponibile    | Non disponibile | 705             | Si        |
|                   | MTV Rocks      | 10 ottobre 1998     | Non disponibile    | Non disponibile | ?               | Si        |
|                   | MTV Dance      | 10 gennaio 2011     | Non disponibile    | Non disponibile | 707             | Si        |
|                   | Nickelodeon    | 1º novembre 2004    | Non disponibile    | Non disponibile | 605             | Si        |
| Nickelodeon +1    | 31 luglio 2009 | 606                 | Non disponibile    | Non disponibile |                 | Si        |
|                   | 31 luglio 2009 | Nick Jr.            | Non disponibile    | Non disponibile | 603             | Si        |
| Nick Jr. +1       | 4 luglio 2011  | 604                 | Non disponibile    | Non disponibile |                 | Si        |
|                   | Comedy Central | 30 aprile 2007      | Non disponibile    | Non disponibile | 129             | Si        |
| Comedy Central +1 | 31 luglio 2009 | 130                 | Non disponibile    | Non disponibile |                 | Si        |

### Servizi interattivi
- LA7 Video
- MTV Video, tramite la controllata MTV Italia S.r.l.
- LA7 News On Demand